# Serdab

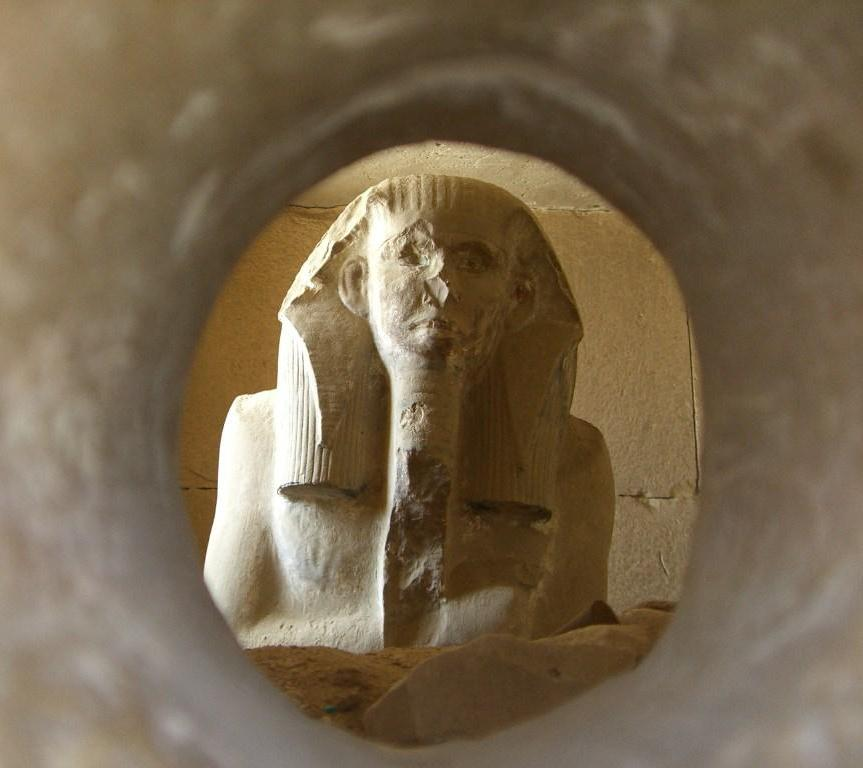
Serdab de Dyeser a Saqqara.

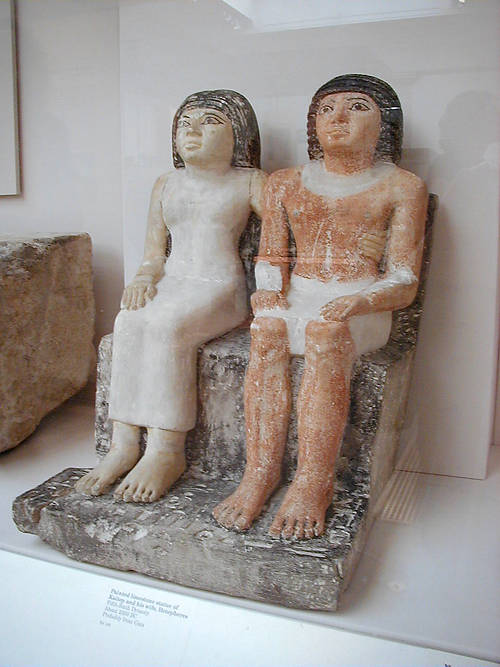
Kaitep i la seva dona Hetepheres.

El serdab (en àrab سرداب Sirdāb, en antic egipci pr-tu.t "casa de l'estàtua") és un habitacle que es troba en els monuments funeraris (mastabes o temples funeraris) construïts durant l'Imperi Antic d'Egipte.
Construït generalment sense accés, conté l'estàtua on resideix el ka del difunt. A vegades es comunicava amb la capella funerària mitjançant una obertura o diversos buits que permetien al difunt (la seva estàtua) rebre les ofrenes dipositades pels parents. El serdab sovint es dissimulava darrere d'una estela de tipus 'porta falsa'.
El serdab del faraó Djoser, situat fora de la seva piràmide, en una petita sala aïllada, descobert per Cecil Firth en 1924, contenia textos jeroglífics que assenyalen Imhotep com a arquitecte dissenyador de la Piràmide esglaonada de Djoser. Conté una estàtua sedent del rei Djoser, d'1,42 metres d'altura, la còpia de la qual és actualment visible, ja que l'estàtua original es troba al Museu d'Antiguitats Egípcies.
Una altra estàtua que representa asseguts al sacerdot Kaitep i la seva dona Hetepheres, de la Dinastia V o VI, de 47,5 cm d'altura, en pedra calcària, també es trobava en un serdab (Estàtua al Museu Britànic).
A les tombes de l'Imperi Mitjà el serdab no existeix, però una estàtua del difunt sovint forma part del conjunt funerari.

## Referències

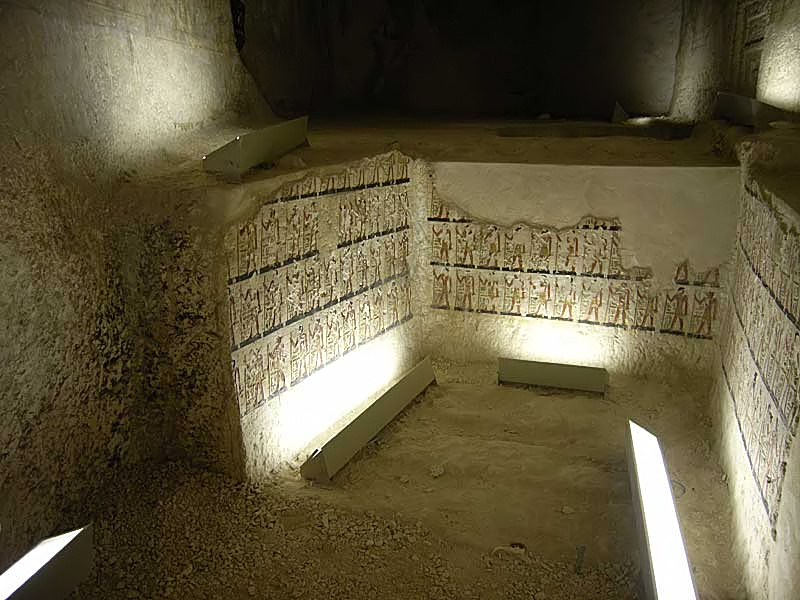
Serdab de la tomba A2 de Pepy-Ankh en Meir.